# Чон Ду Хван
Чон Ду Хван (кор. 전두환?, 全斗煥?; 6 марта 1931, Хапчхон, Генерал-губернаторство Корея — 23 ноября 2021, Ёнхидон, Сеул) — южнокорейский военный и государственный деятель, военный диктатор, президент Республики Корея в 1980—1988. В 1996 году был приговорён к смертной казни, позднее — помилован.

## Биография
Чон Ду Хван родился 18 января 1931 года в уезде Хапчхон в горной провинции Кёнсан-Намдо. Он был вторым из десяти детей в семье. Когда ему было девять лет, он вместе с семьёй эмигрировал в Маньчжурию, где учился в начальной школе Хоран провинции Цзилинь. Почти через год семья вернулась обратно в Корею и поселилась в третьем по величине корейском городе — Тэгу. В 1947 году юный Чон поступил в техническое училище, но ему пришлось прервать учёбу в связи с началом войны в Корее.

## Дорога к власти
Чон Ду Хван окончил Корейскую военную академию в 1955 году. В 1959 году на пять месяцев был отправлен в специальную школу в Северной Каролине (США) для обучения ведению психологической войны. Принимал участие во Вьетнамской войне, командуя одним из полков 9-й южнокорейской дивизии «Белая лошадь». Работая в южнокорейском правительстве, был вовлечён в расследование убийства президента Пак Чон Хи.
12 декабря 1979 года Чон Ду Хван осуществил военный переворот в Сеуле. Вечером 12 декабря по его распоряжению был арестован начальник Штаба чрезвычайного положения Чон Сын Хва (кор. 정승화?, 鄭昇和?) по обвинению в связях с убийцей Пак Чон Хи — Ким Джэ Гю, после чего на улицах Сеула начались столкновения между частями, перешедшими под контроль Чон Ду Хвана, и войсками, всё ещё подчинявшимися Чон Сын Хва. Столкновения происходили главным образом в центре города, в районе Министерства обороны Республики Корея, и у бывшего королевского дворца Кёнбоккун, позади которого находится президентская резиденция «Синий дом». К утру 13 декабря частям Чон Ду Хвана удалось взять под свой контроль Министерство обороны, основные теле- и радиостанции и печатные СМИ. Начальником Штаба чрезвычайного положения был назначен лояльный Чон Ду Хвану генерал-лейтенант Ли Хи Сон. На должность начальника Столичного штаба обороны был назначен Ро Дэ У.
Следствием государственного переворота 12 декабря и политической нестабильности в стране, вызванной бессилием непопулярного президента Чхве Гю Ха и надвигающейся новой диктатурой, стали массовые антиправительственные выступления, получившие название «сеульской весны».
В апреле — июле 1980 Чон Ду Хван возглавлял Центральное разведывательное управление Южной Кореи. После отставки Чхве Гю Ха, вследствие переворота, и непрямых президентских выборов в августе 1980 года, где Чон Ду Хван был единственным кандидатом, избран президентом страны.
В качестве первых шагов на посту президента Чон Ду Хван предпринял реформу конституции. На всенародный референдум 22 октября 1980 года был вынесен проект новой конституции, предусматривавший непрямые президентские выборы, 7-летний срок полномочий президента, право президента на введение чрезвычайного положения и роспуск парламента, а также право финансирования правящей партии государством. За проект новой конституции проголосовало 91,6 % участников референдума.
Очередные президентские выборы, прошедшие в соответствии с Конституцией 1980 года, состоялись 25 февраля 1981 года. Чон Ду Хван в качестве кандидата от партии Демократической справедливости (позже переименованной в Демократическую Республиканскую партию) одержал на них победу, получив 4755 из 5277 голосов коллегии выборщиков (свыше 90 %) и официально вступил в должность президента страны 3 марта 1981 года. Этот день в Республике Корея считается началом истории Пятой Республики.

## Годы правления
Будучи президентом, Чон Ду Хван провозглашал принцип сильного центрального управления и проводил экономический курс, начатый Пак Чон Хи.
Правление Чон Ду Хвана считается авторитарным, однако менее жёстким, чем предыдущие режимы. Конституция страны 1980 года провозглашала больше свобод, чем её предшествующая версия от 1972 года (Конституция Юсин), однако по-прежнему давала очень много власти президенту.
Во время визита Чон Ду Хвана в Рангун, Бирма (теперь Мьянма) в 1983 году в мавзолее, который он предполагал посетить, была взорвана бомба, убившая 21 человека, включая членов правительства Южной Кореи. Чон Ду Хван не пострадал, так как прибыл на место на две минуты позже взрыва.
К 1986 году волнения в обществе успокоились в основном из-за стабильного экономического роста и общего роста благосостояния населения, однако леворадикальные студенческие группировки по-прежнему были неудовлетворены политическим курсом правительства. В результате в июне 1987 года по всей стране прокатилась массовая волна акций протеста. В том же месяце президент США Рональд Рейган послал письмо Чон Ду Хвану, призывая начать демократические реформы в стране. После этих событий 29 июня была провозглашена программа реформ, которые включали прямые президентские выборы, снятие запрета на политическую деятельность некоторых неугодных режиму политиков, включая будущего президента страны Ким Дэ Чжуна и другие меры. Реформы возглавил Ро Дэ У, позже ставший преемником Чон Ду Хвана на посту президента.

## Восстание в Кванджу
После переворота, приведшего его к власти, Чон Ду Хван объявил в мае 1980 года военное положение, против чего сразу начались массовые протесты в защиту демократии, в которых принимали участие десятки тысяч людей. Центром протеста стал город Кванджу. 27 мая 1980 года США согласились для подавления протестов направить 20 000 солдат, которые располагались в демилитаризованной зоне, так как данные войска находились под совместным командованием США и Южной Кореи. При подавлении восстания в Кванджу были убиты (по официальным данным, которые оппозиция считая заниженными на порядок) 200 человек. В 2018 году, после дополнительного расследования, министр обороны Чжон Кён Ду признал, что тогда произошли множественные случаи изнасилования женщин, и публично попросил прощения у жертв.

## После отставки
После отставки с поста президента попал в опалу. Его самого и его семью подозревали в коррупции. 23 ноября 1988 года он был вынужден уйти в буддийский монастырь Пэктамса, где провёл два года.
В 1995 году бывшие президенты Чон Ду Хван и Ро Дэ У были официально обвинены в коррупции. В 1996 году они были также обвинены в захвате власти. Некоторые политические лидеры стран Юго-Восточной Азии, например, Ли Куан Ю, считали проведение суда не вполне удачным решением, поскольку военные лидеры региона сочли это предупреждением себе и ещё сильнее укрепились в нежелании отдавать власть гражданским.
Чон Ду Хван был приговорён к смертной казни, затем приговор был заменён на пожизненное заключение. Однако вскоре он и Ро Дэ У были помилованы решением нового президента страны Ким Дэ Чжуна (фактически Ким Дэ Джун повторил с Чоном то же самое, что тот сделал с ним в 1980 году, когда Ким был осуждён за оппозиционную деятельность — сначала заменил смертную казнь на пожизненное заключение, а потом амнистировал). В то же время Чон Ду Хван и его семья всё ещё должны выплатить сумму в 370 миллионов долларов, украденных ими в своё время из бюджета страны. Этот долг выплачивается до сих пор.

## Смерть и похороны
Чон умер на 91-м году жизни у себя дома в районе Йонхи-дон (муниципальный округ Содэмун-гу в Сеуле) 23 ноября 2021 года спустя менее чем через месяц после своего преемника Ро Дэ У. Причиной смерти были названы осложнения от лейкемии.
Поскольку Чон никогда не извинялся за сопровождавшиеся массовыми жертвами подавление восстания в Кванджу, Синий дом ограничился частными соболезнованиями в адрес семьи покойного через пресс-службу; было объявлено, что никаких венков и иных официальных посмертных почестей направлять не предполагается. От официальных соболезнований воздержались как правящая, так и оппозиционные партии.
Правительство страны отказалось проводить похороны, равно как и оказывать какую-либо поддержку в их организации.
Тело покойного перевезли в сеульский госпиталь «Северэнс», где оно было кремировано перед похоронами. По закону он, как ранее осуждённый, не мог быть похоронен на национальном кладбище. По словам его бывшего помощника, Чон хотел быть похоронен в месте, откуда видна территория КНДР.

## Семья
От жены Ли Сун Джи у него было трое сыновей: Чон Джэ Гук (генеральный директор издательской компании Sigong), Чон Джэ Ён (женился на актрисе Пак Сан А) и Чон Джэ Ман (женился на Ли Юн Хе, старшей дочери Ли Хи Сана, председателя Unsan Group), а также дочь Чон Хё Сон (работает доцентом в Университете Сокён).
Также известно о четырёх внуках (Чон У Сок, сын Чон Джэ Гука; Чон У Сон и Чон У Вон, сыновья Чон Джэ Ёна; неизвестный сын Чон Джэ Мана) и шести внучках (Чон Су Хён, дочь Чон Джэ Гука; Юн Со Ён и Юн Чон Ён, дочери Чон Хё Сон; Чон Га Хён и Чон Хе Хён, дочери Чон Джэ Ёна; неизвестная дочь Чон Джэ Мана).

## Награды
- : Орден Короны Королевства[19]